# Anablepsoides xanthonotus
Anablepsoides xanthonotus är en fiskart som beskrevs av Ahl 1926. Arten ingår i släktet Anablepsoides, och familjen Rivulidae. Inga underarter finns listade i Catalogue of Life.